# Schermen op de Olympische Zomerspelen 1900

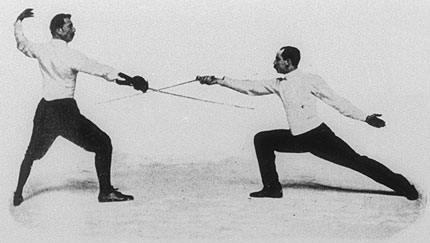
Italo Santelli (links) en Jean-Baptiste Mimiague schermen in de categorie floret voor schermleraren. Mimiague zou de wedstrijd winnen.

Schermen is een van de sporten die beoefend werden tijdens de Olympische Zomerspelen 1900 in Parijs.

## Heren

### floret
| rang   | sporter(s)                    | land | punten |
| ------ | ----------------------------- | ---- | ------ |
| Goud   | Émile Coste                   | FRA  | 6      |
| Zilver | Henri Masson                  | FRA  | 5      |
| Brons  | Marcel Jacques Boulenger      | FRA  | 4      |
| 4      | Debax                         | FRA  | 4      |
| 5      | Pierre Georges Louis d'Hughes | FRA  | 3      |
| 6      | Prospère Sénat                | FRA  | 3      |
| 7      | Georges Dillon-Cavanagh       | FRA  | 2      |
| 8      | Rudolf Brosch                 | AUT  | 1      |

### floret voor schermleraren
| rang   | sporter(s)             | land | punten |
| ------ | ---------------------- | ---- | ------ |
| Goud   | Lucien Mérignac        | FRA  | 6      |
| Zilver | Alphonse Kirchhoffer   | FRA  | 6      |
| Brons  | Jean-Baptiste Mimiague | FRA  | 4      |
| 4      | Antonio Conte          | ITA  | 4      |
| 5      | Jules Rossignol        | FRA  | 3      |
| 6      | Léopold Ramus          | FRA  | 2      |
| 7      | Italo Santelli         | ITA  | 0      |
| 8      | Adolphe Rouleau        | FRA  | 3      |

Adolphe Rouleau werd als 8ste geklasseerd omdat hij zijn laatste partij opgaf.

### degen
| rang   | sporter(s)            | land | punten |
| ------ | --------------------- | ---- | ------ |
| Goud   | Ramón Fonst           | CUB  | 4      |
| Zilver | Louis Perrée          | FRA  | 4      |
| Brons  | Léon Sée              | FRA  | 3      |
| 4      | Georges de la Falaise | FRA  | 3      |
| 5      | Eduardo Camet         | ARG  | 2      |
| 6      | Edmond Wallace        | FRA  | 2      |
| 7      | Gaston Alibert        | FRA  | 2      |
| 8      | Léon Thiébaut         | FRA  | 2      |

### degen voor schermleraren
| rang   | sporter(s)                  | land |
| ------ | --------------------------- | ---- |
| Goud   | Albert Ayat                 | FRA  |
| Zilver | Emile Bougnol               | FRA  |
| Brons  | Henri Laurent               | FRA  |
| 4      | Hippolyte-Jacques Hyvernaud | FRA  |
| 5      | Damotte                     | FRA  |
| 6      | Brassart                    | FRA  |
| 7      | Lézard                      | FRA  |
| 8      | Jourdan                     | FRA  |

### degen voor amateurs en schermleraren
| rang   | sporter(s)                  | land |
| ------ | --------------------------- | ---- |
| Goud   | Albert Ayat                 | FRA  |
| Zilver | Ramón Fonst                 | CUB  |
| Brons  | Léon Sée                    | FRA  |
| 4      | Georges de la Falaise       | FRA  |
| 5      | Emile Bougnol               | FRA  |
| 5      | Hippolyte-Jacques Hyvernaud | FRA  |
| 5      | Henri Laurent               | FRA  |
| 5      | Louis Perrée                | FRA  |

### sabel
| rang   | sporter(s)                | land | punten |
| ------ | ------------------------- | ---- | ------ |
| Goud   | Georges de la Falaise     | FRA  | 6      |
| Zilver | Léon Thiébaut             | FRA  | 5      |
| Brons  | Siegfried Flesch          | AUT  | 4      |
| 4      | Amon Ritter von Gregurich | HUN  | 4      |
| 5      | Gyula von Iványi          | HUN  | 3      |
| 6      | de Boissière              | FRA  | 3      |
| 7      | Heinrich von Tenner       | AUT  | 2      |
| 8      | Camillo Müller            | AUT  | 1      |

### sabel voor schermleraren
| rang   | sporter(s)       | land | punten |
| ------ | ---------------- | ---- | ------ |
| Goud   | Antonio Conte    | ITA  | 7      |
| Zilver | Italo Santelli   | ITA  | 6      |
| Brons  | Milan Neralić    | AUT  | 4      |
| 4      | François Delibes | FRA  | 3      |
| 5      | Michaux          | RUS  | 3      |
| 6      | Xavier Anchetti  | FRA  | 2      |
| 7      | Zachavrot        | RUS  | 2      |
| 8      | Hébrant          | BEL  | 1      |

## Medaillespiegel
| rang   | land       | goud | zilver | brons | totaal |
| ------ | ---------- | ---- | ------ | ----- | ------ |
| 1      | Frankrijk  | 5    | 5      | 5     | 15     |
| 2      | Cuba       | 1    | 1      | 0     | 2      |
| 2      | Italië     | 1    | 1      | 0     | 2      |
| 4      | Oostenrijk | 0    | 0      | 2     | 2      |
| totaal | totaal     | 7    | 7      | 7     | 21     |